# Lauren Stivrins
Lauren Stivrins (26 maggio 1998) è una pallavolista statunitense, centrale della LOVB Omaha.

## Biografia
È figlia del cestista Alex Stivrins; ha una sorella minore, Amber, anche lei pallavolista.

## Carriera

### Club
La carriera di Lauren Stivrins inizia nei tornei scolastici dell'Arizona, giocando per la Chaparral HS; parallelamente compete anche a livello giovanile, giocando per l'AZ Storm. Dopo il diploma approda nella lega universitaria di NCAA Division I con la Nebraska: dopo aver saltato la prima annata con le Cornhuskers, scende in campo dal 2017 al 2021, raggiungendo tre finali nazionali e conquistando il titolo durante il suo freshman year, oltre a ricevere diversi riconoscimenti individuali.
Fa il suo esordio da professionista partecipando alla seconda edizione dell'Athletes Unlimited. Nella stagione 2023-24 si trasferisce in Italia, ingaggiata dal Firenze, militante in Serie A1, senza però concludere l'annata. Torna in campo in patria, disputando la prima edizione della League One Volleyball con la LOVB Omaha.

## Palmarès

### Club
- NCAA Division I: 1

2017

### Premi individuali
- 2018 - All-America First Team
- 2018 - NCAA Division I: Minneapolis Regional All-Tournament Team
- 2018 - NCAA Division I: Minneapolis National All-Tournament Team
- 2019 - All-America Second Team
- 2020 - All-America First Team